# Fredericus Anna Jentink
Aquest autor és citat en taxonomia animal amb el nom «Jentink».
Fredericus Anna Jentink (Nijlân a prop de Snits, 20 d'agost de 1844 - Leiden, 4 de novembre de 1913) fou un zoòleg neerlandès.
Jentink es doctorà en Zoologia el 1875 a la Universitat de Leidenamb la dissertació Over systematiek en generatie-organen van naakte pulmonaten ('Sobre la sistemàtica i els òrgans reproductius dels pulmonats sense closca'). Un any després, esdevingué comissari del Museu Estatal d'Història Natural de Leiden. L'any 1884 succeí a Hermann Schlegel com a director del museu, càrrec que ocupà fins a la seva mort l'any 1913. També fou editor de la revista Notes from the Leyden Museum. L'any 1895 presidí el tercer congrés internacional zoològic que es feia a Leiden. El mateix any, fou un dels membres que va fundar la CINZ (Comissió Internacional de Nomenclatura Zoològica).
El seu treball científic se centrà en la sistemàtica dels mamífers. Descrigué diverses espècies de rosegadors, ratpenats i dasiüromorfs, com ara el ratolí marsupial de Lorentz, el vampir d'ales blanques i Sundamys muelleri.
L'any 1908 descrigué els mamífers que havia col·leccionat durant la primera expedició al sud de la Nova Guinea sota la direcció de Hendrikus Albertus Lorentz.
Rebé l'Orde del Lleó Neerlandès.
Oldfield Thomas va anomenar el duiquer de Jentink i l'esquirol de Jentink en honor de Jentink.